# Franska direktorievalet 1798
Franska direktorievalet 1798 ersatte 150 valda män av Femhundrarådet. Valet hölls i april och maj. Endast skattebetalande medborgare fick rösta.